# At rejse er at leve
At rejse er at leve er en dansk dokumentarfilm fra 1983 instrueret af Aksel Hald-Christensen. Filmen består af sammenklip fra hans tidligere film.

## Handling
Ferieoptagelser fra campingferier i blandt andet Sverige, Island og Wales.